# Reini ciszterci apátság
 Nem tévesztendő össze a norvégiai Reini apátsággal!
A Reini ciszterci apátság (latinul Runa) ciszterci monostor a stájerországi Eisbach mellett, melynek régi neve Rein. 1990 óta németül teljes neve Stift Rein-Hohenfurt, mivel az 1945-ben Csehszlovákiából, a Vyšší Brodból (ném.: Hohenfurt) idemenekültek a ciszter szerzetesek a kommunisták elől.

## Története
A kolostort 1129-ben alapította I. Lipót stájer őrgróf, aki a bajorországi ebrachi kolostorból telepített ide szerzeteseket. Ezek a szerzetesek alapították a Linz melletti wilheringi apátságot. Szlovéniában is van egy alapításuk, a stičnai apátság (ném.: Sittich), valamint Bécsújhely mellett a Neukloster.
1448-ban az apátság elnyerte az akkor a Trois Fontainestől kivált szentgotthárdi apátságot, ami 1565-ig volt a birtokában. Az apátság aztán megszűnt, de a 18. században újjáalapították. Rein megpróbálta visszaszerezni, de alulmaradt a Heiligenkreuzi apátsággal szemben.
Az elmúlt ötven évben rengeteg gimnáziumot létesített Ausztriában. Rendkívül kiterjedt könyvtára van, ahol közel 300 kézzel írt régi dokumentummal, vagy ősnyomtatvánnyal rendelkezik. A kolostorban II. János Pál pápa is látogatást tett.